# Bajkalsmygsångare
Bajkalsmygsångare (Locustella davidi) är en mycket svårsedd asiatisk fågel i familjen gräsfåglar inom ordningen tättingar.

## Kännetecken

### Utseende
Bajkalsmygsångare är en rätt liten (12 cm) och brun smygsångare med korta och breda vingar och relativt kort, rundad stjärt. På huvudet syns ett ljusbeige ögonbrynsstreck, grå örontäckare samt gråvit haka, strupe och bröst med ett halsband av tunna, svarta streck. Undersidan är rostbrun och de långa undre stjärttäckarna bruna med vita halvmåneformade spetsar. Utanför häckningstid är strupstrecken mindre tydliga och undersida samt ögonbrynsstreck gultonade.

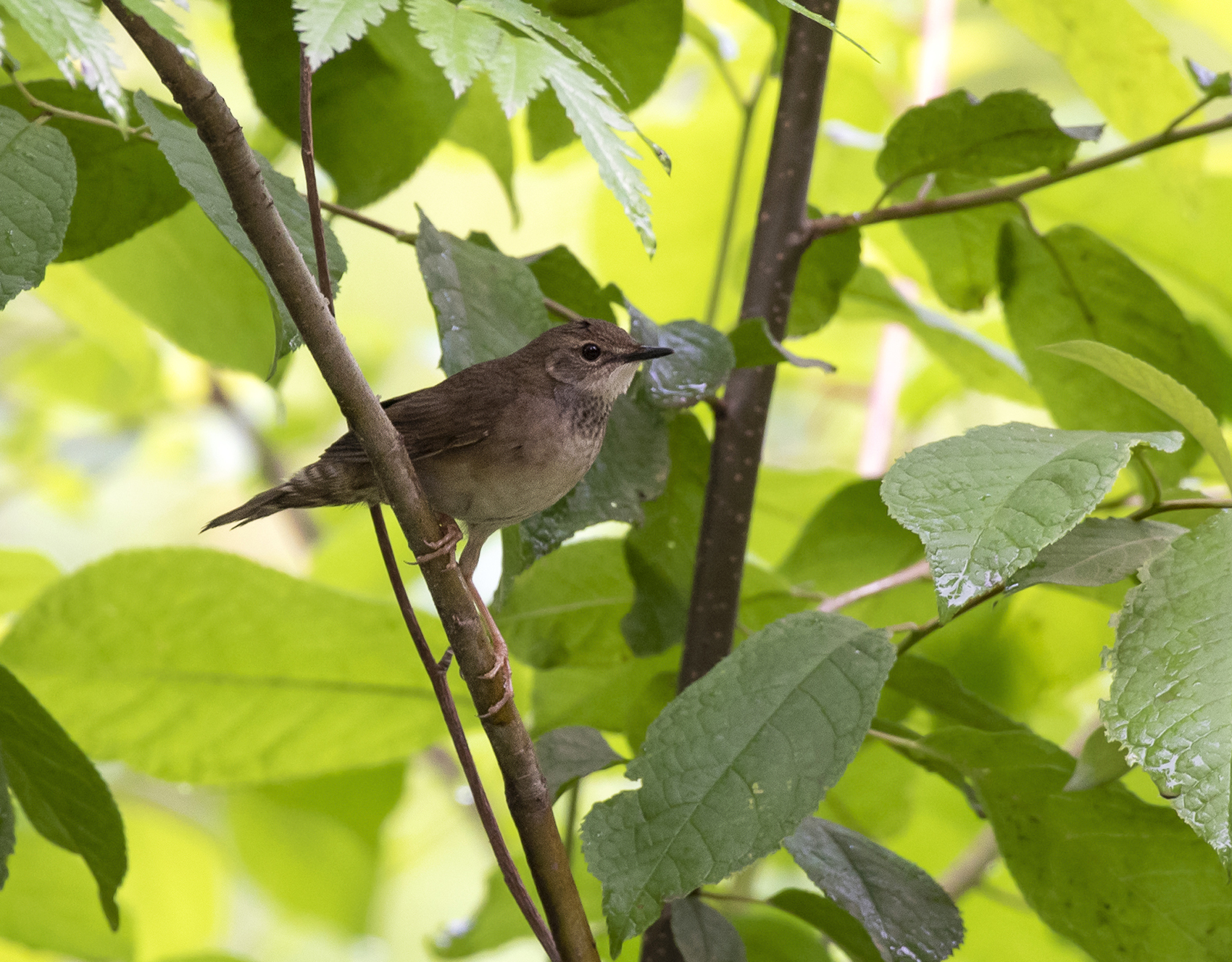

### Läten
Bland lätena hörs raspande "tschuk" och låga "tuk". Den ihållande sången är en insektsliknande serie av korta, stigande och raspande toner: "dzeeep dzeeep dzeeep...".

## Utbredning och systematik
Bajkalsmygsångare delas upp i två underarter med följande utbredning:
- Locustella davidi suschkini – häckar i sydcentrala Sibirien från Altaj österut till sydvästra Transbajkal; flyttar vintertid till Sydostasien, förmodligen Myanmar och Thailand
- Locustella davidi davidi – häckar i sydöstra Ryssland (sydöstra Transbajkal österut till västra Amurland) och nordöstra Kina, förmodligen också i centrala Kina (centrala Sichuan, södra Gansu och södra Shaanxi; flyttar vintertid till Sydostasien, troligen i norra Indokina

### Artstatus
Tidigare behandlades bajkalsmygsångare som underart till den sydligare arten fläckig smygsångare (L. thoracicus). Dessa skiljer sig dock åt i utseende, läten, genetik och flyttbeteende. De möts även i centrala Kina.

### Släktestillhörighet
Arten placerades tidigare i släktet Bradypterus men DNA-studier visar att de asiatiska medlemmarna av släktet står nära arterna i Locustella och förs därför numera dit.

### Familjetillhörighet
Gräsfåglarna behandlades tidigare som en del av den stora familjen sångare (Sylviidae). Genetiska studier har dock visat att sångarna inte är varandras närmaste släktingar. Istället är de en del av en klad som även omfattar timalior, lärkor, bulbyler, stjärtmesar och svalor. Idag delas därför Sylviidae upp i ett flertal familjer, däribland Locustellidae.

## Levnadssätt
Bajkalsmygsångare häckar i tajga, i skogsgläntor med fuktigt gräs, flodnära buskage och öppna gräsmarker på sluttningar. Vintertid ses den i vassbälten, buskmarker samt högvuxet gräs. Liksom andra smygsångare lever den ett tillbakadraget liv lågt i vegetationen och är mycket svår att på syn på, varför kunskapen om dess levnadssätt är begränsad. Födan består av insekter som den söker efter på eller nära marken. Häckningen sker mellan juni och augusti då den bygger ett kupolformat bo med sidoingång.

## Status och hot
Arten har ett stort utbredningsområde, men tros minska i antal, dock inte tillräckligt kraftigt för att den ska betraktas som hotad. Internationella naturvårdsunionen IUCN listar arten som livskraftig (LC). Världspopulationen har inte uppskattats men den beskrivs som lokalt ej ovanlig.

## Namn
Fågelns vetenskapliga artnamn hedrar Abbé Père Jean Pierre Armand David (1826-1900), fransk missionär i Kina 1858-1874 och naturforskare. Den kallades tidigare även manchurisk smygsångare, men tilldelades ett nytt officiellt namn av BirdLife Sveriges taxonomikommitté 2024 för att mer korrekt spegla dess utbredningsområde.